# Calymperes johannis-winkleri
Calymperes johannis-winkleri là một loài rêu trong họ Calymperaceae. Loài này được Broth. mô tả khoa học đầu tiên năm 1928.